# Alice Catherine Evans
Pour les articles homonymes, voir Evans.
Alice Catherine Evans est une microbiologiste américaine née le 29 janvier 1881 à Neath, Pennsylvanie dans le comté de Bradford et morte le 5 septembre 1975 à Alexandria dans l'État de Virginie. 
Pionnière de la microbiologie aux États-Unis, elle était directrice de la division des produits laitiers du département de l'Agriculture des États-Unis. Elle est devenue célèbre par ses travaux démontrant que la bactérie Brucella melitensis est à l'origine de la maladie de la brucellose tant chez les bovins que chez les humains et montrant par conséquent la nécessité de la généralisation de la pasteurisation des produits laitiers. Elle est également connue pour avoir brisé les barrières qui écartaient les femmes des carrières scientifiques et des postes hiérarchiques au sein de la fonction publique fédérale. 

## Biographie

### Jeunesse et formation
Alice Catherine Evans est l’aînée des deux enfants de William Howell et d'Anne B. Evans, tous les deux étant à la fois des enseignants et des fermiers. La famille vit dans le village de Neath au sein d'une ferme fondée par ses grands parents immigrés originaires du pays de Galles. Alice a un frère Morgan qui naît presque deux ans après sa naissance. Dès ses cinq ans ses parents lui donnent ses premières leçons scolaires avant qu'elle et son frère rejoignent l'école primaire de Neath. Comme il n'y a pas d'établissement d'enseignement secondaire à Neath, elle continue ses études au Susquehanna Collegiate Institute, une école de formation d'instituteurs, dans la ville voisine de Towanda, également dans le comté de Bradford, elle y entrera qu'en 1898 après avoir aidé ses parents et avoir amassé suffisamment d'argent pour payer les frais de scolarité. Quand elle est chez elle ses parents entament des débats autour de sujets politiques, économiques, religieux à partir de la lecture d'articles de journaux ou de livres. En 1901, elle obtient son diplôme d'institutrice. Alice Catherine Evans commence sa carrière comme institutrice de campagne. Par chance, sous l’initiative de son doyen Liberty Hide Bailey, l'Université Cornell d'Ithaca offre des cours gratuits d'agronomie aux instituteurs ruraux.  Catherine Evans s'y inscrit en 1905, et étudie avec passion la botanique, l'entomologie, la zoologie, etc. notamment sous la direction d'Anna Botsford la première femme professeur de l'Université Cornell. Et en 1909, elle obtient le Bachelor of Science (licence). Alice Catherine Evans se découvre un gout pour la recherche et veut continuer ses études universitaires dans un nouveau champ celui de la bactériologie. Un de ses professeurs W. A. Stockings, la recommande auprès de l'université du Wisconsin à Madison. Sur les conseils du professeur H. G. Hastings, elle complète ses études de bactériologie en suivant des cours de chimie. En 1910, sous la direction du professeur Elmer McCollum, elle est la première femme à obtenir un Master of Science délivré par l'université du Wisconsin. En regard de son travail, ses professeurs lui conseillent de passer un doctorat en chimie. Elle décline l'offre après mures réflexions, car elle est consciente que son doctorat, en tant que femme, ne lui garantira nullement un poste comme un homme pourrait l'espérer,,.

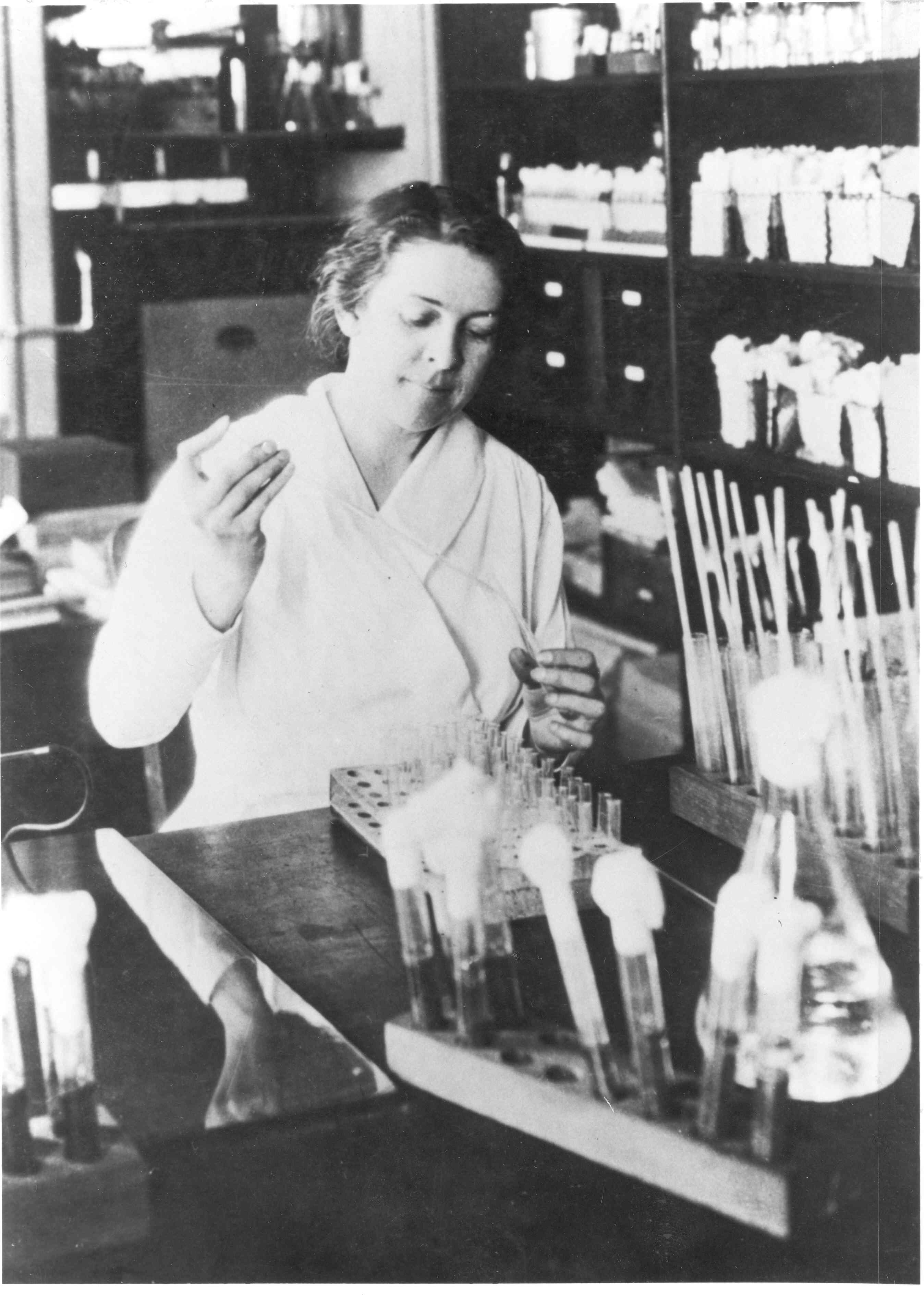
Alice Catherine Evans en 1918.

### Carrière

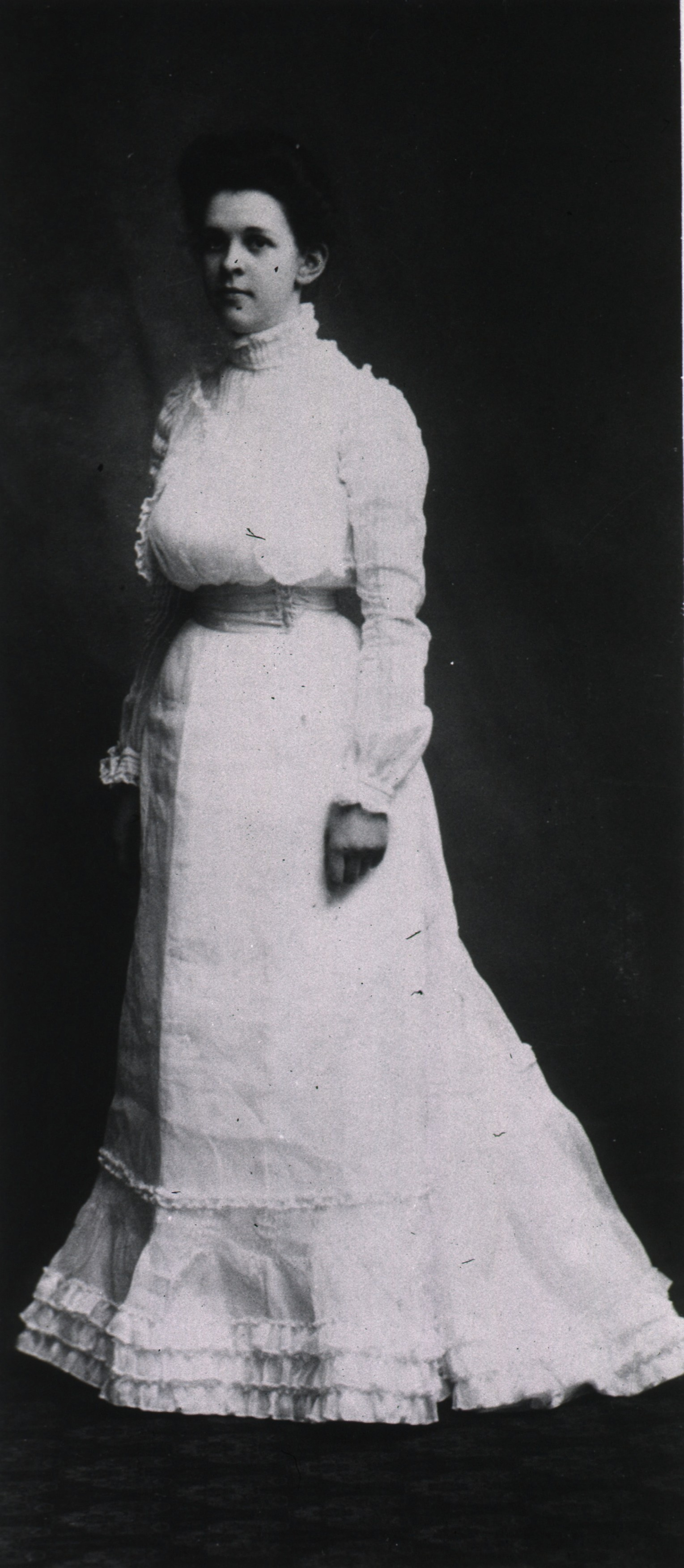
Photographie d'Alice Catherine Evans prise en 1901.

En 1910, le département de l'Agriculture des États-Unis situé à Washington (district de Columbia), s'élargit et afin de recruter de nouveaux chercheurs, implante un réseau de correspondants au sein de diverses universités dont l'université du Wisconsin présidée par le professeur Hastings, sur les recommandations ce dernier, Alice est nommée à la tête de la division des produits laitiers qu'elle va devoir organiser. Pendant trois ans elle son équipe mettent au point des méthodes d’investigation sur la fabrication des fromages, plus particulièrement celle du cheddar. En 1913, les laboratoires de la division des produits laitiers sont achevés, Alice Catherine Evans et une centaine de scientifiques peuvent s'installer dans la capitale fédérale. Alice est définitivement embauchée et devient une fonctionnaire fédérale, elle est la première femme à occuper un tel poste. Son service a deux missions, la première vise l'amélioration de la fabrication des fromages et du beurre, la seconde étant la recherche des causes de contamination des produits laitiers par des bactéries,.   
C'est dans le cadre de ces recherches, qu'Alice Catherine Evans étudie la brucellose et démontre en 1917 que les causes de cette maladie sont d'une part le Bacillus abortus (qui sera renommé Brucella abortus par Alice Evans)  présent dans du lait de vache et d'autre part le Micrococcus melitensis qui se développe dans les laits de chèvres et de brebis, qu'on les retrouve sur les mamelles d'animaux apparemment sains et que l'un comme l'autre provoquent les mêmes symptômes. Alice Catherine Evans expose les fruits de ses recherches au congrès annuel de la Society of American Bacteriologists (connue maintenant sous le nom de l'American Society for Microbiology / Société américaine de microbiologie) et indique que la seule protection à la contamination est l'utilisation de lait pasteurisé. Les réactions sont sceptiques, les savants présents ne la croient pas et lui objectent pourquoi personne avant elle n'avait décelé le lien entre ces bactéries et la brucellose. Après des années d'hostilité à ses recommandations, l'industrie américaine des produits laitiers se résout dans les années 1930 à pasteuriser ses produits et conséquemment les cas de brucellose ont diminué drastiquement.         
En 1918, Alice Catherine Evans quitte le département de l’Agriculture pour le Hygienic Laboratory (devenu le réseau des National Institutes of Health) dépendant du département de la Santé des États-Unis. Dans un premier temps elle travaille sur l'amélioration du traitement de la méningite par antisérum, puis vient la pandémie de la Grippe espagnole, période pendant laquelle, Alice et ses collègues seront mobilisés, une fois l'épidémie passée, elle retourne à l'étude du méningocoque et continue ses recherches sur la brucellose.          
En 1920, le Bacillus abortus et le Micrococcus melitensis sont englobés sous le même nom de Brucella melitensis.           
En 1922, Alice Catherine Evans, malgré ses précautions, est frappée par la brucellose, elle en souffrira pendant 23 ans jusqu'à ce que les traitements par antibiotiques fassent leur apparition à partir de 1944. Malgré la maladie, elle continue son travail de chercheuse. De plus en plus, il y a une prise de conscience de la brucellose comme maladie d'origine bovine, des centaines de cas sont répertoriés venant de différents pays en dehors des États-Unis, rien qu'au Danemark  les chercheurs signalent plus de cinq cents cas sur une période de vingt mois. Des microbiologistes allemands, autrichiens, néerlandais confirment les travaux d'Alice Evans tout comme les microbiologistes américains Walter Simpson et Charles M. Carpenter. En 1923, Alice Catherine Evans défend ses travaux auprès du congrès mondial des laitiers. À la fin des années 1920, les laitiers reconnaissent que la brucellose se transmet aux humains par du lait provenant de bovins infectés et à partir de 1930 de nombreuses villes des États-Unis adoptent des lois rendant obligatoire la pasteurisation du lait,,.            

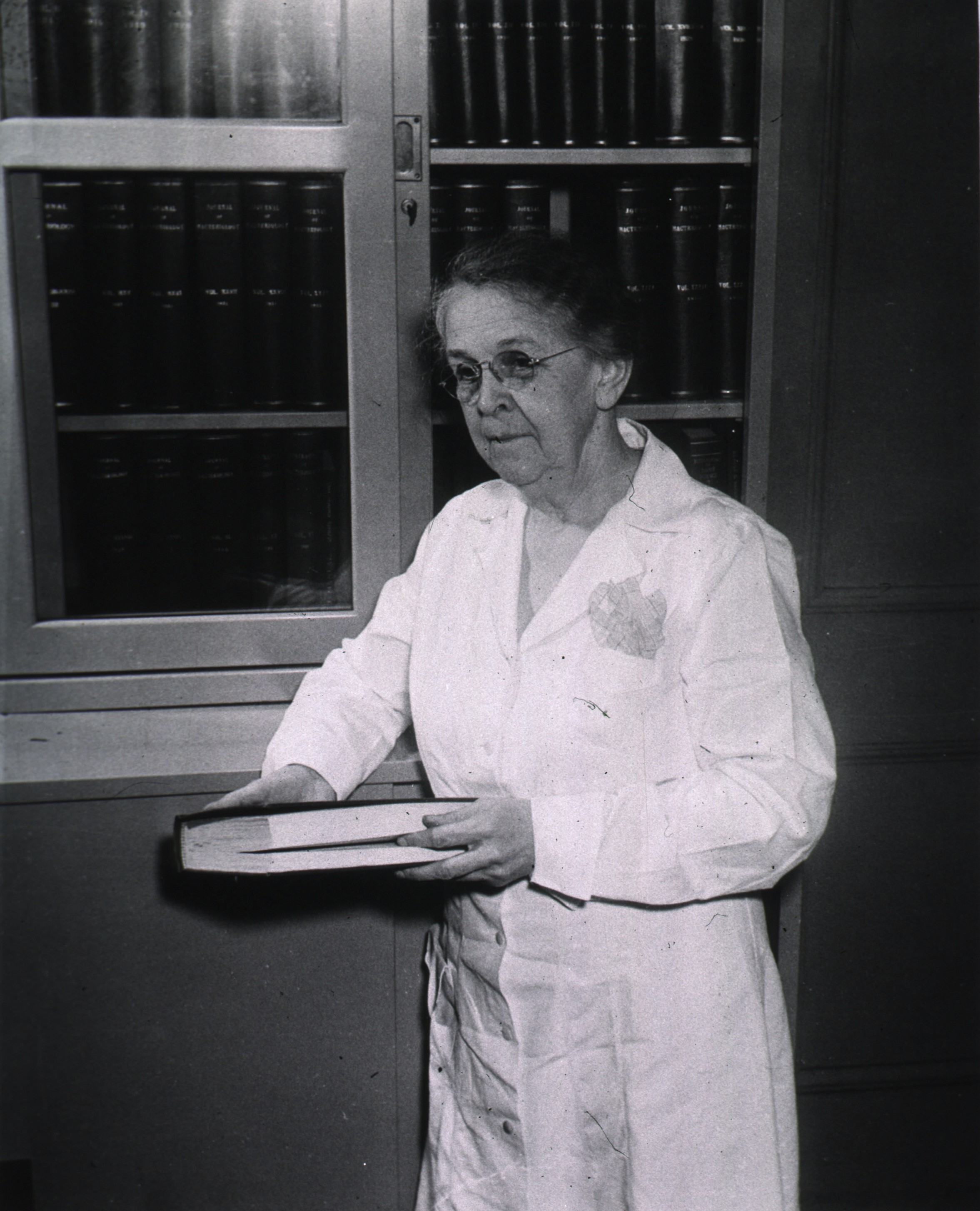
Photographie d'Alice Catherine Evans prise en 1945.

De 1939 à 1945, année de sa retraite, Alice Catherine Evans va concentrer ses recherches sur  le traitement des infections liées au streptocoque comme les angines et la scarlatine,.            

### Vie privée
Alice Evans restera célibataire pendant toute sa vie. 

### Mort
Alice Catherine Evans décède le 5 septembre 1975 des suites d'un infarctus au Goodwin House, un établissement d'hébergement pour personnes âgées dépendantes d'Alexandria.

## Publications
- « The Characteristics of Bacteria of the Colon Type Found in Bovine Feces », The Journal of Infectious Diseases, vol. 15, no 1,‎ juillet 1914, p. 99-123 (25 pages) (lire en ligne),
- « Bacillus abortus in market milk », Journal of the Washington Academy of Sciences, vol. 15, no 4,‎ 19 février 1915, p. 122-125 (4 pages) (lire en ligne),
- « The Bacteria of Milk Freshly Drawn from Normal Udders », The Journal of Infectious Diseases, vol. 18, no 5,‎ mai 1916, p. 437-476 (40 pages) (lire en ligne),
- « Further Studies on Bacterium Abortus and Related Bacteria : I. The Pathogenicity of Bacterium Lipolyticus for Guinea-Pigs », The Journal of Infectious Diseases, vol. 22, no 6,‎ juin 1918, p. 576-579 (4 pages) (lire en ligne)
- « Further Studies on Bacterium Abortus and Related Bacteria : II. A Comparison of Bacterium Abortus with Bacterium Bronchisepticus and with the Organism Which Causes Malta Fever », The Journal of Infectious Diseases, vol. 22, no 6,‎ juin 1918, p. 580-593 (14 pages) (lire en ligne),
- « A Streptothrix (Nocardia) Infection of Cows' Udders », The Journal of Infectious Diseases, vol. 23, no 4,‎ octobre 1918, p. 373-376 (4 pages) (lire en ligne),
- « Further Studies on Bacterium Abortus and Related Bacteria : III. Bacterium Abortus and Related Bacteria in Cow's Milk », The Journal of Infectious Diseases, vol. 23, no 4,‎ octobre 1918, p. 354-372 (19 pages) (lire en ligne),
- « Determination of Bacteritropic Content of Antimeningococcic Serum », Public Health Reports (1896-1970), vol. 34, no 43,‎ 24 octobre 1919, p. 2375-2377 (3 pages) (lire en ligne),
- « A Buffered Physiologic Salt Solution », The Journal of Infectious Diseases, vol. 30, no 1,‎ janvier 1922, p. 95-98 (4 pages) (lire en ligne),
- « The Serological Grouping of Meningococcus Strains Isolated in New York City in 1921 and 1922 », Public Health Reports (1896-1970), vol. 37, no 21,‎ 26 mai 1922, p. 1247-1250 (4 pages) (lire en ligne),
- « Experimental Abortion in a Cow Produced by Inoculation with Bacterium Melitensis », Public Health Reports (1896-1970), vol. 38, no 16,‎ 20 avril 1923, p. 825-826 (2 pages) (lire en ligne),
- « The Serological Classification of Brucella Melitensis from Human, Bovine, Caprine, Porcine, and Equine Sources », Public Health Reports (1896-1970), vol. 38, no 34,‎ 24 août 1923, p. 1948-1963 (16 pages) (lire en ligne),
- « The Nomenclature of the Melitensis-Abortus Group of Bacterial Organisms », Public Health Reports (1896-1970), vol. 38, no 34,‎ 24 août 1923, p. 1943-1948 (6 pages) (lire en ligne),
- « Malta Fever: Cattle Suggested as a Possible Source of Infection, following a Serological Study of Human Serums », Public Health Reports (1896-1970), vol. 39, no 11,‎ 14 mars 1924, p. 501-518 (18 pages) (lire en ligne),
- « Studies on the Etiology of Epidemic Encephalitis. I. The Streptococcus », Public Health Reports (1896-1970), vol. 41, no 23,‎ 4 juin 1926, p. 1095-1117 (27 pages) (lire en ligne),
- « Agglutination, Cross-Agglutination, and Agglutinin Absorption in Tularæmia », Public Health Reports (1896-1970), vol. 41, no 26,‎ 25 juin 1926, p. 1273-1295 (23 pages) (lire en ligne),
- « Studies on the Etiology of Epidemic Encephalitis : II. Virulent Bacteria Cultivated from So-Called Herpetic and Encephalitic Viruses », Public Health Reports (1896-1970), vol. 42, no 3,‎ 21 janvier 1927, p. 171-176 (7 pages) (lire en ligne),
- « Undulant Fever », The American Journal of Nursing, vol. 30, no 11,‎ novembre 1930, p. 1349-1352 (4 pages) (lire en ligne ),
- « A New Subspecies, Radicans, of Alcaligenes Faecalis », Public Health Reports (1896-1970), vol. 46, no 29,‎ 17 juillet 1931, p. 1676-1680 (5 pages) (lire en ligne ),
- « The Effect of Hemolytic Streptococci and Their Products on Leucocytes », Public Health Reports (1896-1970), vol. 46, no 43,‎ 23 octobre 1931, p. 2539-2557 (19 pages) (lire en ligne ),
- « The Metamorphoses of Streptococci into Sporebearing Rods and into Filterable Forms », Public Health Reports (1896-1970), vol. 47, no 34,‎ 19 août 1932, p. 1723-1738 (20 pages) (lire en ligne ),
- « Inactivation of Antistreptococcus Bacteriophage by Animal Fluids », Public Health Reports (1896-1970), vol. 48, no 16,‎ 21 avril 1933, p. 411-426 (16 pages) (lire en ligne ),
- « The Prevalence of Streptococcus bacteriophage », Science, New Series, vol. 80, no 2063,‎ 13 juillet 1934, p. 40-41 (2 pages) (lire en ligne ),
- « Streptococcus Bacteriophage: A Study of Four Serological Types », Public Health Reports (1896-1970), vol. 49, no 47,‎ 24 novembre 1934, p. 1386-1401 (16 pages) (lire en ligne ),
- « A Comparative Study of Streptococcal Immunity Produced in Rabbits by Heat-Killed Cultures, by Active Bacteriophage, and by Inactivated Bacteriophage », Public Health Reports (1896-1970), vol. 50, no 6,‎ 8 février 1935, p. 165-181 (17 pages) (lire en ligne ),
- « The Distribution of Brucella melitensis Variety melitensis in the United States », Public Health Reports (1896-1970), vol. 52, no 11,‎ 12 mars 1937, p. 295-303 (9 pages) (lire en ligne ),
- « Studies on Chronic Brucellosis : I. Introduction », Public Health Reports (1896-1970), vol. 52, no 32,‎ 6 août 1937, p. 1072-1077 (6 pages) (lire en ligne ),
- « Studies on Chronic Brucellosis : II. Description of Techniques for Specific Tests », Public Health Reports (1896-1970), vol. 52, no 41,‎ 8 octobre 1937, p. 1419-1427 (10 pages) (lire en ligne ),
- Alice C. Evans, Frank H. Robinson et Leona Baumgartner, « Studies on Chronic Brucellosis : IV. An Evaluation of the Diagnostic Laboratory Tests », Public Health Reports (1896-1970), vol. 53, no 34,‎ 26 août 1938, p. 1507-1525 (19 pages) (lire en ligne ),
- « The Chronic Brucellosis Patient », The American Journal of Nursing, vol. 39, no 2,‎ février 1939, p. 113-116 (4 pages) (lire en ligne ),
- « Types of Streptococci Associated with Bovine Mastitis Followed by Outbreaks of Human Disease », The Journal of Infectious Diseases, vol. 78, no 1,‎ janvier / février 1946, p. 18-24 (7 pages) (lire en ligne ),
- « The Distribution of the Various Agglutinative Types of Hemolytic Streptococci of Group A », The Journal of Infectious Diseases, vol. 78, no 1,‎ janvier / février 1946, p. 1-17 (17 pages) (lire en ligne ),
- « The Instability of the Agglutinative Reaction in Beta Hemolytic Streptococci of Group A », The Journal of Infectious Diseases, vol. 78, no 3,‎ mai / juin 1946, p. 204-215 (12 pages) (lire en ligne ),
- « Obituary », Journal of the Washington Academy of Sciences, vol. 43, no 7,‎ juillet 1953, p. 238-240 (3 pages) (lire en ligne ),

## Archives
Les archives d'Alice Catherine Evans sont déposées et consultables auprès de la bibliothèque de l'Université Cornell dans la division des collections rares et manuscrites.

## Prix et distinctions
- 1928 : Alice Catherine Evans est la première femme à être élue présidente de la Society of American Biologists (devenue la Société américaine de microbiologie)[14],[15],[10].
- 1934 : le Woman's Medical College of Pennsylvania lui décerne le titre de docteur honoris causa[16].
- 1993 : cérémonie d'admission au musée voué aux américaines illustres, le National Women's Hall of Fame[17].

## Pour en savoir plus

#### Notices dans des encyclopédies et manuels de références
- (en) Marianne Fedunkiw Stevens, American National Biography, Volume 7 : Dubuque : Fishbein, Oxford University Press, USA, 1er janvier 1990, 956 p. (ISBN 978-0-19-512786-7, lire en ligne), p. 591-592. ,
- (en) Benjamin F. Shearer (dir.), Notable Women in the Life Sciences : A Biographical Dictionary, Westport (Connecticut), Greenwood Press, 30 juin 1996, 447 p. (ISBN 978-0-313-29302-3, lire en ligne), p. 117-122. ,
- (en) Pamela Proffitt (dir.), Notable Women Scientists, Détroit, Gale, 22 novembre 1999, 668 p. (ISBN 978-0-7876-3900-6, lire en ligne), p. 160-161. ,
- (en) Elizabeth H. Oakes (dir.), International Encyclopedia of Women Scientists, Facts on File, 1er janvier 2001, 448 p. (ISBN 978-0-8160-4381-1, lire en ligne), p. 106-107,
- (en) Kim K. Zach, Hidden from History : The Lives of Eight American Women Scientists, Greensboro, Avisson Press Inc, 1er janvier 2002, 153 p. (ISBN 978-1-888105-54-4, lire en ligne), p. 86-103. ,
- (en) Lisa Yount, A to Z of Women in Science and Math, Facts on File, 1 mai 1999, rééd. 1 août 2007, 386 p. (ISBN 978-0-8160-6695-7, lire en ligne), p. 84-86. ,

#### Essais
- (en) Virginia Law Burns, Gentle Hunter : A Biography Of Alice Evans, Bacteriologist, Enterprice, 1993, 214 p. (ISBN 978-0-9604726-5-9),

#### Articles
- (en) John Parascandola, « Alice Evans, an Early Woman Scientist at NIH », Public Health Reports (1974-), vol. 113, no 5,‎ septembre / octobre 1998, p. 472-474 (3 pages) (lire en ligne ),
- (en-US) R. R. Colwell, « Alice C. Evans: breaking barriers », Yale Journal of Biology and Medecine, no 5,‎ septembre-octobre 1999, p. 349-356 (7 pages) (lire en ligne),
- (en-US) John L. Parascandola, « Alice Catherine Evans (1881-1975) », Journal of Public Health Policy, vol. 22, no 1,‎ 2001, p. 105-111 (7 pages) (lire en ligne ). ,